# کینرال
کینرال (به لاتین: Kineral) یک منطقهٔ مسکونی در روسیه است که در سرزمین آلتای واقع شده‌است.